# Korgun
Korgun ist eine Stadt und ein Landkreis der türkischen Provinz Çankırı. Der Ort liegt etwa 20 Kilometer nördlich der Provinzhauptstadt Çankırı. Korgun beherbergt etwa 56 Prozent der Kreisbevölkerung.

## Landkreis
Der Landkreis liegt im Zentrum der Provinz. Er grenzt im Süden an die Kreise Eldivan und Şabanözü, im Nordwesten an den Kreis Kurşunlu, im Norden an den Kreis Ilgaz und im Osten an den zentralen Landkreis.
Den Landkreis durchläuft von Norden nach Süden, die von İnebolu am Schwarzen Meer über Kastamonu und Çankırı nach Kırıkkale führt. Eine Landstraße verbindet Korgun im Westen mit Kurşunlu. Die Stadt liegt an der Eisenbahnstrecke, die von Bartın am Schwarzen Meer nach Kayseri führt. Der Fluss Maruf Çayı entspringt im Südwesten des Kreises, nimmt einen kleinen Nebenfluss auf, der in dem Stausee Kayıçivi Barajı entspringt, und mündet nahe der Kreisstadt in den von Norden kommenden Tatlı Çayı. Dieser wird, etwa sieben Kilometer südlich von Korgun, beim Dorf Karatekin zum Sari Barajı aufgestaut, fließt weiter durch die Provinzhauptstadt und mündet schließlich südlich davon in den Terme Çayı. Der Landkreis gehört zum östlichen Teil des Gebirges Köroğlu Dağları, der höchste Berg ist der 1560 Meter hohe Erenler Tepesi im Norden.
Der Landkreis wurde 1990 vom westlichen Teil des zentralen Kreises Çankırı abgespalten. Korgun war bis dahin ein eigener Bucak in diesem Kreis und hatte zur Volkszählung 1985 10.091 Einwohner. Neben der Kreisstadt besteht der Landkreis noch aus 12 Dörfern (Köy) mit durchschnittlich 167 Bewohnern. Maruf ist mit 545 Einwohnern das größte Dorf. Die Bevölkerungsdichte (8,8 Einwohner je km²) liegt weit unter der Hälfte des Provinzdurchschnitts von 25,5 Einwohnern je km².

## Persönlichkeiten
- Süreyya Ayhan (* 1978), türkische Leichtathletin